# Spezzone

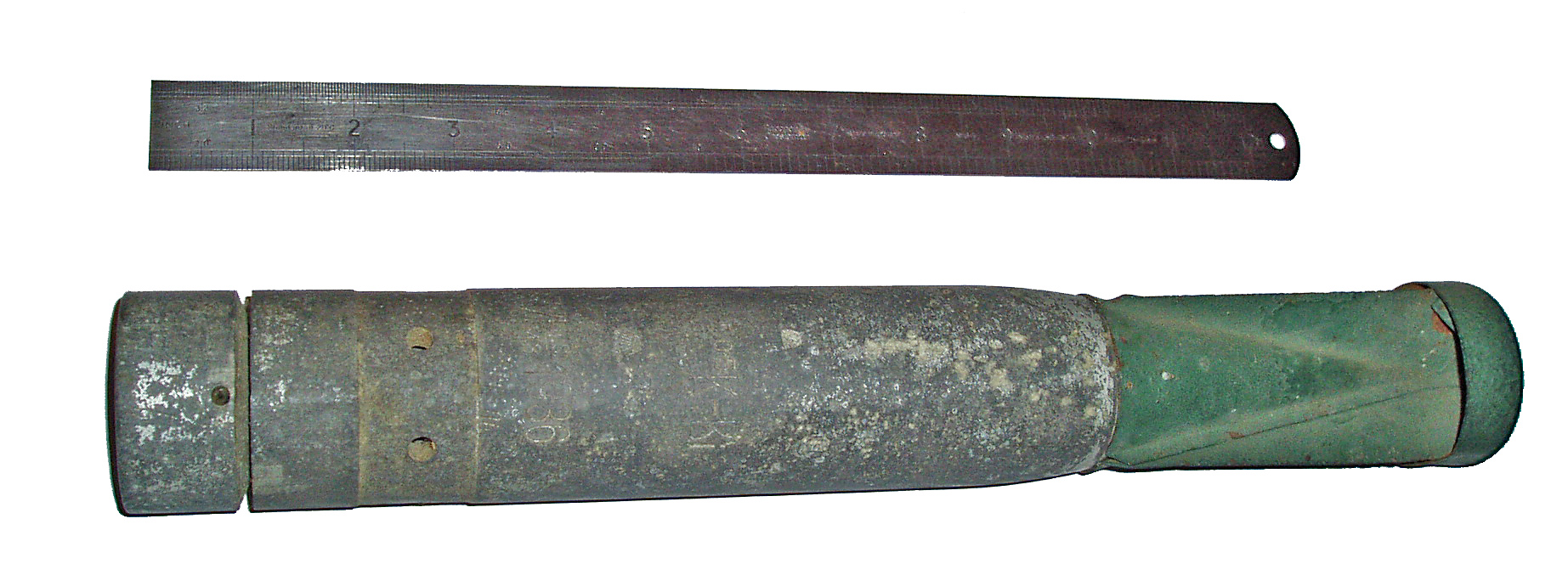
Spezzone incendiario (Brandbombe) da 1 kg (Typ B1?) usato dalla Luftwaffe durante gli anni trenta.

Lo spezzone è un'arma esplodente costituita da un pezzo di tubo di ferro, ghisa o acciaio riempito con polvere pirica o gelatina esplosiva e munito di miccia, usato in passato come bomba di basso costo e di facile produzione. Se riempito di materiale facilmente infiammabile, prende il nome di spezzone incendiario.
Nel corso della seconda guerra mondiale vennero realizzate versioni da impiegare come bombe aeronautiche e che vennero utilizzate da tutti i belligeranti sia nelle versioni esplosive, sia incendiarie contro bersagli molto estesi, come le concentrazioni di truppe allo scoperto o le aree urbane. Questo tipo di bombardamento su larga scala viene talvolta definito "spezzonamento".